# 마루

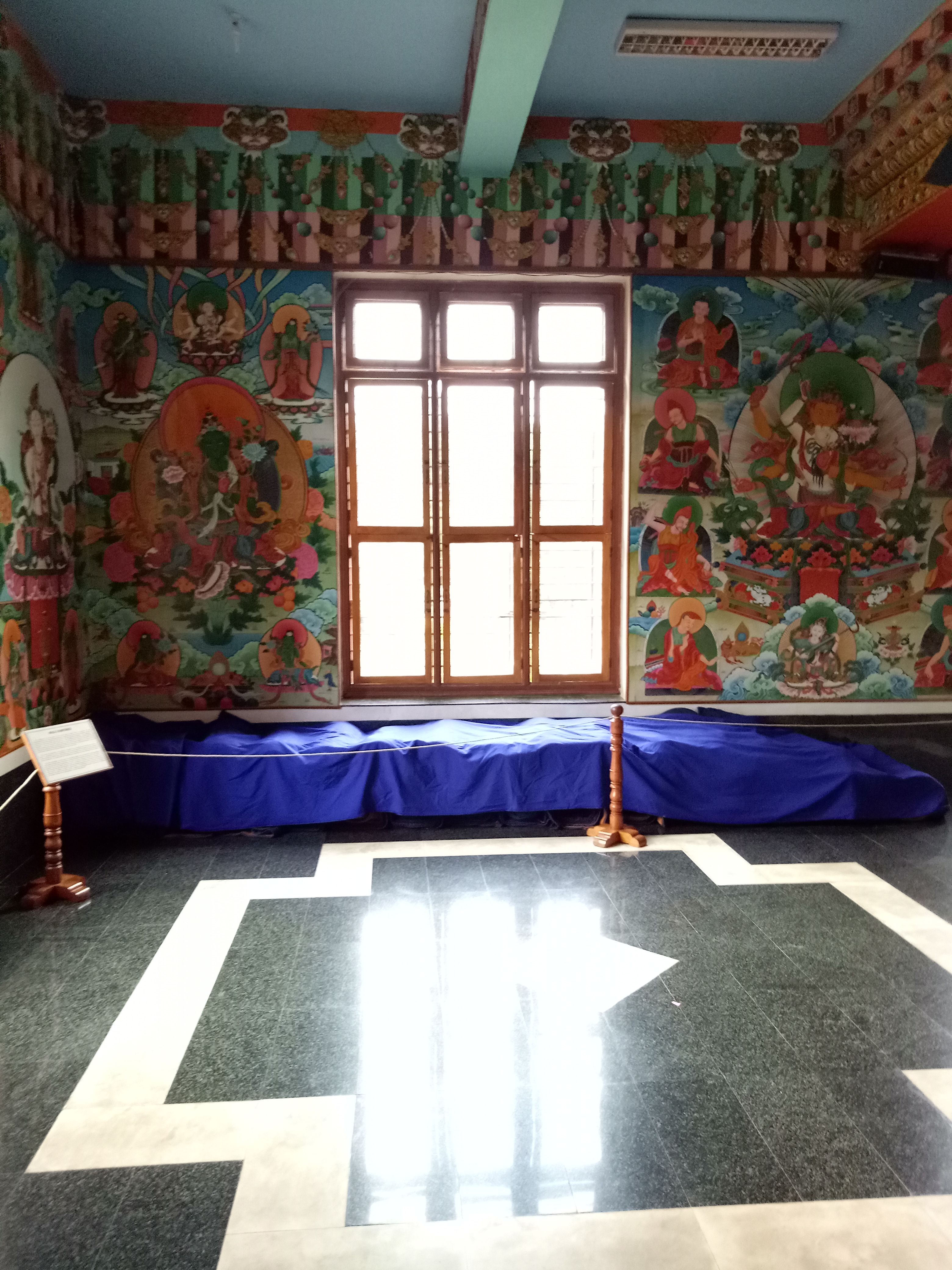
마루 타일

마루는 집채 안에 바닥과 사이를 띄우고 널빤지를 깔아 놓은 곳이다. 마루는 땅바닥보다 높게 설치하여 마루 밑으로 통풍이 가능하며, 집 안으로 스며드는 습기를 제거하고 실내온도를 적절히 유지시키는 역할을 한다.
마루는 일반적으로 지지를 위한 서브플로어(subfloor, 즉 마루 밑에 깐 거친 마루)와 좋은 보행용 표면을 제공하는 마루 덮개로 구성된다. 현대식 건물의 서브플로어에는 전기 배선, 배관 및 기타 서비스가 내장되어 있는 경우가 많다. 마루는 많은 요구 사항을 충족해야 하며 일부는 안전에 필수적이므로 일부 지역에서는 마루가 엄격한 건축 규정에 따라 건축된다.

## 구조
마루는 들보나 장선 위에 세워질 수 있으며 미리 조립된 중공 슬래브와 같은 구조를 사용할 수 있다.

## 같이 보기
- 보도 (도로)
- 바닥면적
- 층 (건물)